# Virgen del Espino
La Virgen del Espino es una de las advocaciones de la Virgen María.

## Historia
El origen de esta advocación, en la mayoría de los casos, viene dado por el lugar en dónde se apareció la Virgen. Así se suceden las leyendas en los diferentes lugares en los que se venera a María con esta advocación que tienen en común su aparición en un espino.
En Soria (España) el origen del culto se remonta al siglo XIII. En 1270 figura ya en el Padrón de vecinos que mandó hacer el rey don Alfonso X a Diego Gil de Ayllón,, pero no con el título del Espino, sino con el topónimo de Covaleda. En 1352 ya encontramos el de Santa María del Espino. Mediado el siglo XVII Fray Gregorio Argaiz escribía: “Es imagen milagrosa y, según papeles del Archivo, su primer asiento fue en Covaleda, lugar de los Pelendones, donde nace el río Duero, y cuando se perdió España, los cristianos la escondieron entre unas peñas, porque los moros no la topasen. Pasados muchos años quiso Dios que se apareciese a un pastor de Soria en un espino, por lo cual la tienen puesta en un árbol de esta especie. La llevaron a Soria, que está seis leguas, llamándola Nuestra Señora de Covaleda”. 
En El Burgo de Osma, Soria (España), la tradición nos indica que hubo una sequía y todo se secó menos un espino de cuyo tronco tallaron a la Virgen del Espino y de una de sus ramas a su hermana La Virgen de Barcebal. En el siglo XVII Gregorio Argaiz escribía que "tiénese por tradición que fue aparecida y hallada sobre un árbol de esta especie en un espinar, que estaba alrededor de una torre, que había en esta villa del Burgo, y así en memoria del espino le dieron el nombre por haber sido aparecida y hallada en él, en el siglo XIV”.
En Santa Gadea del Cid, Miranda de Ebro (España), en el año 1399 tuvo lugar la aparición de la Virgen sobre un corpulento espino, acompañada de un mensaje, cuyo texto original está recogido en documento oficial: “que por todas partes supiessen cómo ella era la Virgen María en persona glorificada, la qual era aquella que él avía visto sobre el Espino. Que era allí un lugar que se llamaba Montañana de Yerma... mándote que disgas cómo la voluntad de mi Hijo Glorioso es que sea edificado aquí un monasterio de la Orden de San Benito, con la cual memoria sea resurgido este secreto".
En Hoyos del Espino, Ávila (España), La leyenda local dice que la Virgen del Espino se apareció en el espino, como indicador del lugar en donde quería que se ubicara la basílica hacia el siglo XV. Su fiesta se realiza el 8 de septiembre.
En Membrilla, Ciudad Real (España), en las dependencias del Castillo del Tocón la capilla hizo inicialmente las veces de Iglesia Parroquial. En ella se veneraban la Virgen del Castillo, pero en el XVII, cambió su advocación por ésta del Espino, ya que según la leyenda fue encontrada bajo un espino del cerro sobre el que sitúa la Ermita de la Virgen del Espino.
La última aparición tuvo lugar a fecha de 9 de abril de 1906 en Chauchina (provincia de Granada, España), donde la Santísima Virgen fue aparecida a Rosario Granados Martín. Es conocida bajo la advocación del Espino, o del Pincho, por el espino junto al cual se apareció primeramente y de los Dolores, por las negras vestiduras que llevaba la misteriosa aparecida. En el lugar de la aparición se erigió un santuario de la Virgen del Espino.

## Festividad
- Segundo domingo de mayo y tercero de septiembre en Gallegos de Sobrinos (Ávila)
- 15 de agosto: En El Burgo de Osma,  Los Molinos (Madrid).
- 8 de septiembre: En Hoyos del Espino , El Pedroso (Sevilla) y Daganzo de Arriba (Madrid).
- 9 de abril: En Chauchina (Granada).
- Lunes de Desposorios (Último lunes de agosto): En Membrilla (Ciudad Real).
- 8 de diciembre: En Soria.

En El Pedroso se celebra la festividad de la Virgen de El Espino, patrona de esta villa, el día 8 de septiembre.
El sábado más cercano al día 15 de agosto se celebra la romería, que es la llevada de la Santísima Virgen de la ermita a la iglesia del pueblo.
En Los Molinos (Madrid), el 15 de agosto, Romería hacia el Reajo del Espino, donde se encuentra la Gruta de la Virgen.
En Aldeanueva de Barbarroya (Toledo) Fiestas patronales y Romería en la ermita, el último domingo de Agosto.

## Iconografía

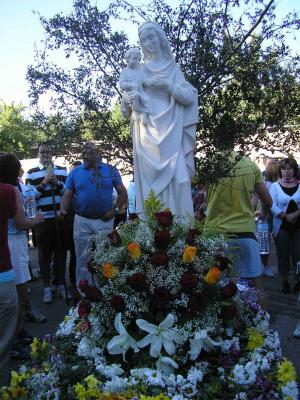
Advocación de Los Molinos (Madrid)
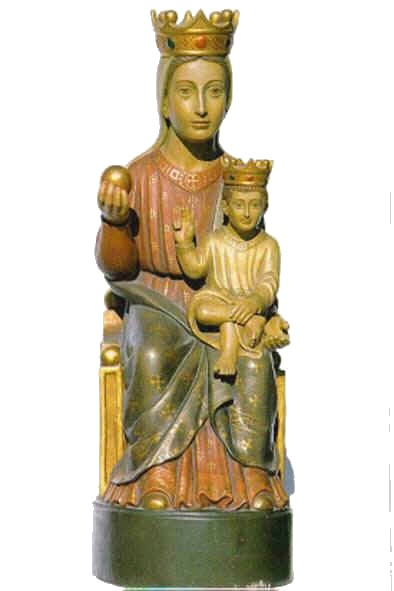
Virgen del Espino de Soria 1953, copia de la original que se quemó y era del siglo XIV.
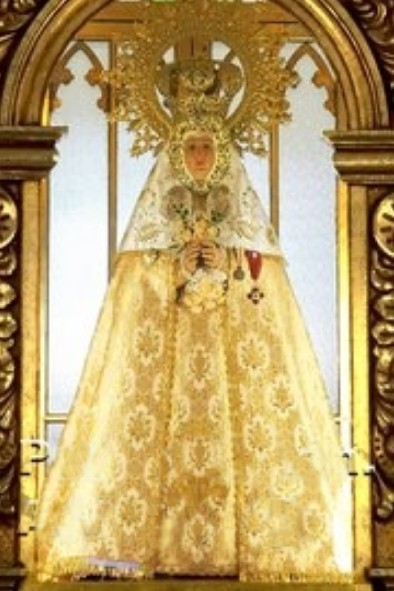
Virgen del Espino de Membrilla del siglo XVII.
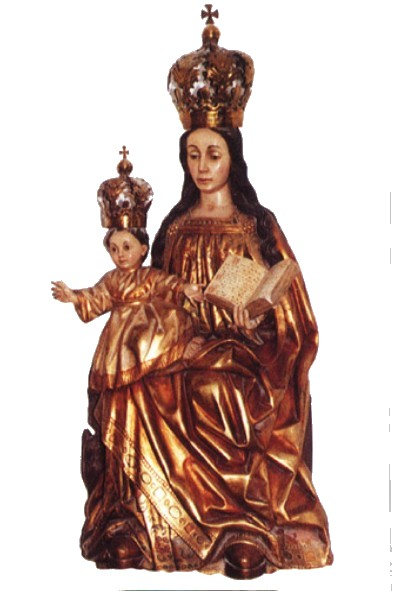
Virgen del Espino de Santa Gadea del Cid del siglo XVI.
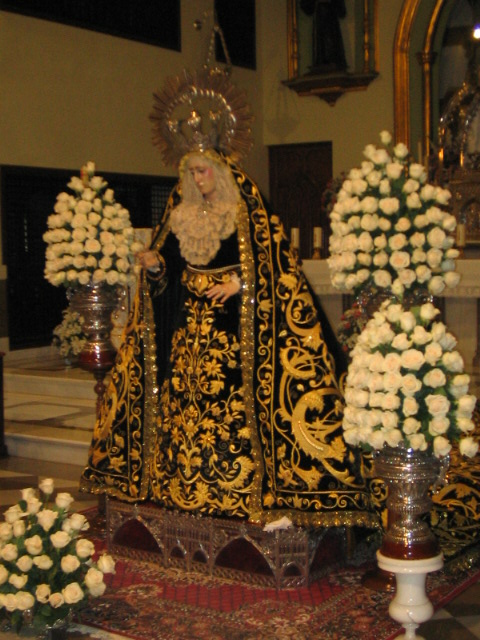
Imagen de la Virgen del Espino de Chauchina realizada a principios del siglo XX.
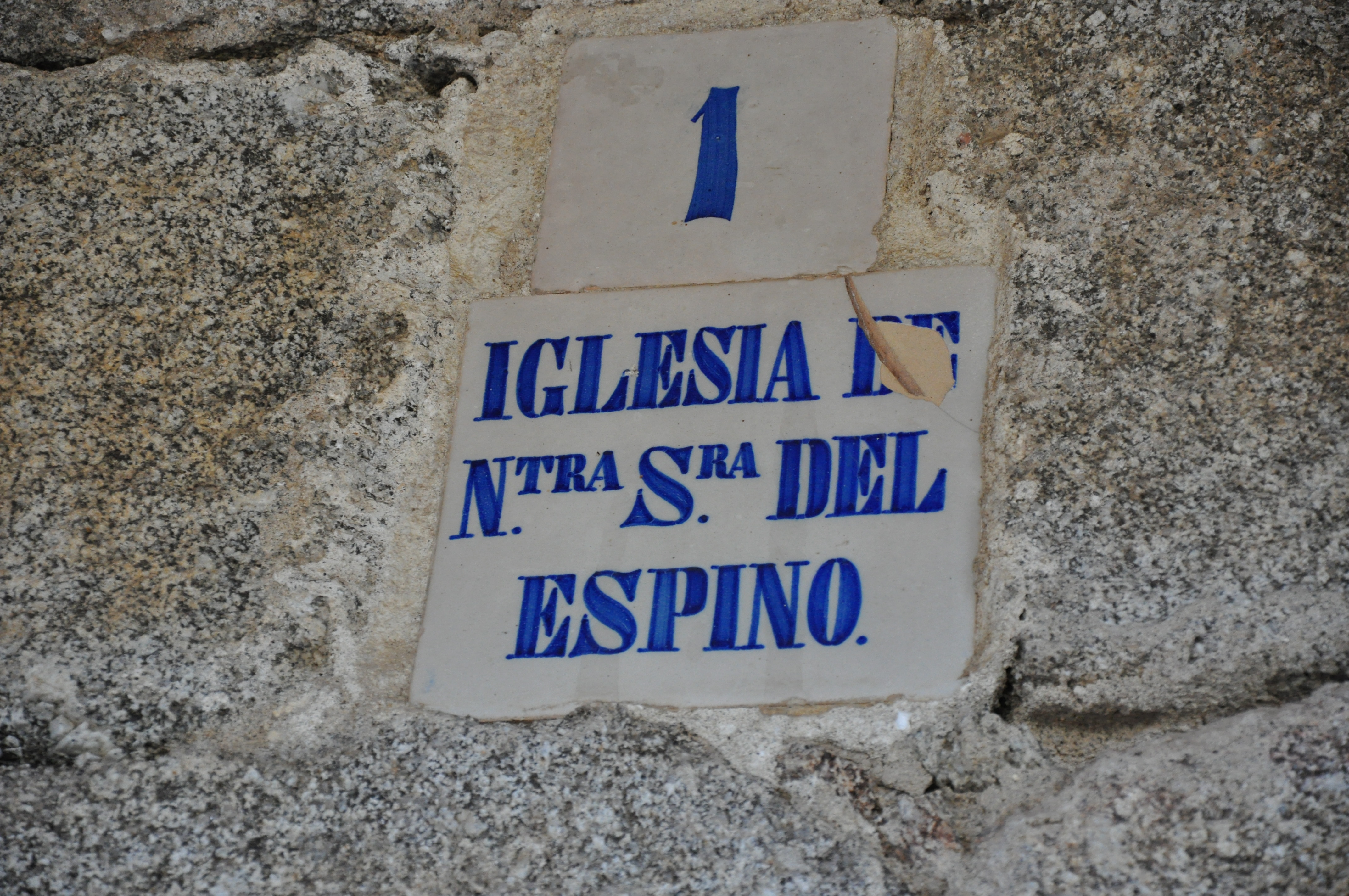
Azulejo de la Iglesia de Hoyos del Espino

## Santa patrona
Lista inconclusa
 En España:
- Ciudad de Soria.
- Localidad de Burgo de Osma-Ciudad de Osma (Soria).
- Localidad de Chauchina (Granada).
- Localidad de Daganzo de Arriba (Madrid).
- Localidad de El Peral (Cuenca).
- Localidad de El Pedroso (Sevilla).
- Localidad de Hoyos del Espino (Ávila).
- Localidad de Membrilla (Ciudad Real).
- Localidad de Santa María del Espino (Anguita, Guadalajara).
- Localidad de Gallegos de Sobrinos (Ávila).
- Localidad de Aldeanueva de Barbarroya (Toledo)

## Edificios bajo su patrocinio
- Iglesia de la Virgen del Espino,  desambiguación.